# قورباغه پلنگی تلالوک
قورباغه پلنگی تلالوک (نام علمی: Lithobates tlaloci) نام یک گونه از تیره قورباغه‌های اصلی است.